# カール・フェルディナント・ヒュックス
カール・フェルディナント・ヒュックス（Carl Ferdinand Füchs, 1811年2月11日 - 1848年1月7日）は、オーストリアの作曲家、ヴァイオリニスト。

## 生涯
ヒュックスはウィーンに生まれた。プラハでフリードリヒ・ヴィルヘルム・ピクシスにヴァイオリンを、ベドルジフ・ディヴィシュ・ヴェベルに作曲を師事した。1832年に試験に合格した彼はウィーンへ戻った。
ウィーンでは楽友協会でデビューを飾って音楽家として活動し、ケルントナートー劇場の管弦楽団でも演奏した。また生涯を通じてウィーン男声合唱団の作曲家、合唱指揮者として活躍した。
ヒュックスはウィーンで生涯を閉じた。

## 主要作品
オペラ、歌曲、合唱曲、室内楽曲、ヴァイオリン協奏曲などがある。

## 関連文献
- Elisabeth Anzenberger: Carl Ferdinand Füchs zum 150. Todesjahr, in: Wiener Geschichtsblätter 53. Jg., Nr. 4 (1998), S. 272 ff.
- Friedrich Frick: Kleines Biographisches Lexikon der Violinisten: Vom Anfang des Violinspiels bis zum Beginn des 20. Jahrhunderts. 2009, S. 155 (Google Books)
- Andrea Harrandt: Füchs, Carl Ferdinand, in: Österreichisches Musiklexikon. Band 1 (Abbado bis Fux). 2002, ISBN 3-7001-3043-0.
- Constantin von Wurzbach: Füchs, Ferdinand, in: Biographisches Lexikon des Kaiserthums Oesterreich. 4. Teil. Wien 1858, S. 395 f. (Digitalisat)